# 伊豆の国市
伊豆の国市（いずのくにし）は、静岡県の伊豆半島北部に位置する市。

## 地理
- 山：葛城山、城山、発端丈山、大平山、大男山、静浦山地、玄岳（多賀火山）
- 川：狩野川、狩野川放水路、深沢川
- その他：北伊豆断層帯、田方平野

## 歴史

### 沿革
- 2005年（平成17年）4月1日 - 田方郡伊豆長岡町、大仁町、韮山町が合併して伊豆の国市成立。

市名は一般公募で寄せられた名前をもとに決定。「伊豆の国」の名称の先行例としては、1993年に当時の韮山町に誕生したJA伊豆の国がある。「伊豆」とは本来、令制国の伊豆国や伊豆半島を指す広域地名だが、2005年（平成17年）以降の伊豆半島の市や町で「伊豆」の名称を含む自治体は、当市の他に伊豆市、東伊豆町、西伊豆町、南伊豆町の5つとなった。

## 人口
| |                                            |  |
| 伊豆の国市と全国の年齢別人口分布（2005年） | 伊豆の国市の年齢・男女別人口分布（2005年） |  |
| ■紫色 ― 伊豆の国市 ■緑色 ― 日本全国 | ■青色 ― 男性 ■赤色 ― 女性                  |  |
| 伊豆の国市（に相当する地域）の人口の推移 \| 1970年（昭和45年） \| 37,984人 \| \| \| 1975年（昭和50年） \| 41,165人 \| \| \| 1980年（昭和55年） \| 44,046人 \| \| \| 1985年（昭和60年） \| 46,413人 \| \| \| 1990年（平成2年） \| 48,369人 \| \| \| 1995年（平成7年） \| 50,328人 \| \| \| 2000年（平成12年） \| 50,062人 \| \| \| 2005年（平成17年） \| 50,011人 \| \| \| 2010年（平成22年） \| 49,269人 \| \| \| 2015年（平成27年） \| 48,152人 \| \| \| 2020年（令和2年） \| 46,804人 \| \| |                                            |  |
| 総務省統計局 国勢調査より |                                            |  |
| 1970年（昭和45年） | 37,984人                                   |  |
| 1975年（昭和50年） | 41,165人                                   |  |
| 1980年（昭和55年） | 44,046人                                   |  |
| 1985年（昭和60年） | 46,413人                                   |  |
| 1990年（平成2年） | 48,369人                                   |  |
| 1995年（平成7年） | 50,328人                                   |  |
| 2000年（平成12年） | 50,062人                                   |  |
| 2005年（平成17年） | 50,011人                                   |  |
| 2010年（平成22年） | 49,269人                                   |  |
| 2015年（平成27年） | 48,152人                                   |  |
| 2020年（令和2年） | 46,804人                                   |  |

## 行政

### 市長
- 山下正行（2021年4月24日 - 、1期目）

| 代     | 氏名       | 就任日        | 退任日        | 備考       |
| ------ | ---------- | ------------- | ------------- | ---------- |
| 初-2代 | 望月良和   | 2005年4月24日 | 2013年4月23日 | 前大仁町長 |
| 3-4代  | 小野登志子 | 2013年4月24日 | 2021年4月23日 |            |
| 5代    | 山下正行   | 2021年4月24日 | 現職          |            |

### 地区
- 韮山（にらやま）地区 - 旧韮山町
  - 長崎（ながさき） - 旧長崎村
  - 奈古谷（なごや） - 旧奈古谷村（旧北奈古谷村・南奈古谷村）
  - 原木（ばらき） - 旧原木村
  - 四日町（よっかまち） - 旧四日町村
  - 旧韮山町（狭義）
    - 韮山多田（にらやま-ただ） - 旧多田村
    - 韮山山木（にらやま-やまき） - 旧山木村・滝山村
    - 韮山土手和田（にらやま-どてわだ） - 旧土手和田村
    - 韮山韮山（にらやま-にらやま） - 旧韮山代官所・韮山城
    - 韮山金谷（にらやま-かなや） - 旧金谷村

  - 寺家（じけ） - 旧寺家村
  - 中條（ちゅうじょう） - 旧中條村
  - 南條（なんじょう） - 旧南條村
  - 中（なか） - 旧中村
  - 内中（うちなか） - 旧内中村

- 伊豆長岡（いずながおか）地区 - 旧伊豆長岡町
  - 江間（えま） - 旧江間村
    - 北江間（きたえま） - 旧北江間村
    - 南江間（みなみえま） - 旧南江間村

  - 墹之上（ままのうえ） - 旧墹之上村
  - 古奈（こな） - 旧古奈村
  - 富士見（ふじみ）
  - 天野（あまの） - 旧天野村
  - 長岡（ながおか） - 旧長岡村
  - 花坂（はなさか） - 旧花坂村
  - 戸沢（とさわ） - 旧戸沢村
  - 長瀬（ながせ） - 旧長瀬村
  - 小坂（おさか） - 旧小坂村

- 大仁（おおひと）地区 - 旧大仁町
  - 宗光寺（そうこうじ） - 旧宗光寺村
  - 守木（もりき） - 旧守木村
  - 立花（たちばな）
  - 白山堂（しらやまどう） - 旧白山堂村
  - 御門（みかど） - 旧御門村
  - 田京（たきょう） - 旧田京村
  - 三福（みふく） - 旧三福村
  - 神島（かみしま） - 旧神島村（旧神益村・中島村）
  - 中島（なかじま） - 旧中島村
  - 吉田（よしだ） - 旧吉田村
  - 大仁（おおひと） - 旧大仁村
  - 旧北狩野村エリア
    - 田中山（たなかやま）
    - 下畑（しもはた） - 旧下畑村
    - 浮橋（うきはし） - 旧浮橋村
    - 田原野（たわらの） - 旧田原野村
    - 長者原（ちょうじゃがはら）

### 姉妹都市
日本国内
- 長岡京市（京都府） - 2006年11月11日姉妹都市提携

日本国外
- クラレンスバリー（英語版）（ ニューサウスウェールズ州） - 1981年5月20日姉妹都市提携
- ゲインズビル（英語版）（ ジョージア州） - 1994年7月20日姉妹都市提携

## 議会

### 市議会
- 定数 - 17

### 県政
静岡県議会議員 （定数69、2019年4月選挙、任期:2019年4月30日 - 2023年4月29日）
定数1 会派別内訳（自民改革会議…1）

### 衆議院
| 選挙区                                                                                             | 議員名   | 党派名     | 当選回数 | 備考     |
| -------------------------------------------------------------------------------------------------- | -------- | ---------- | -------- | -------- |
| 静岡県第5区（三島市、富士市（旧富士川町域を除く）、御殿場市、 裾野市、田方郡、駿東郡（小山町)      | 細野豪志 | 自由民主党 | 9        | 選挙区   |
| 静岡県第6区（沼津市、熱海市、伊東市、下田市、伊豆市、 伊豆の国市、賀茂郡、駿東郡（長泉町、清水町） | 勝俣孝明 | 自由民主党 | 5        | 比例復活 |
| 静岡県第6区（沼津市、熱海市、伊東市、下田市、伊豆市、 伊豆の国市、賀茂郡、駿東郡（長泉町、清水町） | 渡辺周   | 立憲民主党 | 10       | 選挙区   |

## 経済

### 特色のある産業
- 観光業：ホテル、旅館
- 農業：イチゴ、トマト、酪農

### 立地企業
- 旭化成ファーマ 大仁医薬工場（旧：東洋醸造→旭化成 大仁工場）

## 健康

### 平均年齢
- 全体 - 47.6歳（2012年10月1日現在）[1]

### 病院
- 順天堂大学医学部附属静岡病院（長岡）
- 慈広会記念病院（長岡）
- 伊豆韮山温泉病院（中條）
- 伊豆保健医療センター（田京）
- 長岡リハビリテーション病院（長岡）

## 教育

### 専門学校
- 日本ギター専門学校
- 専門学校白寿医療学院

### 高等学校
- 静岡県立韮山高等学校
- 静岡県立伊豆中央高等学校

### 中学校
- 伊豆の国市立韮山中学校
- 伊豆の国市立長岡中学校
- 伊豆の国市立大仁中学校

### 小学校
- 伊豆の国市立韮山小学校
- 伊豆の国市立韮山南小学校
- 伊豆の国市立長岡北小学校
- 伊豆の国市立長岡南小学校
- 伊豆の国市立大仁北小学校
- 伊豆の国市立大仁小学校

### 特別支援学校
- 静岡県立東部特別支援学校（小、中、高）
- 静岡県立伊豆の国特別支援学校（小、中、高）

### 学校教育以外の施設
- 農業大学校（旧：自然農法大学校）（財団法人微生物応用技術研究所）

## 交通

### 鉄道
中心となる駅：伊豆長岡駅
伊豆箱根鉄道
- 駿豆線

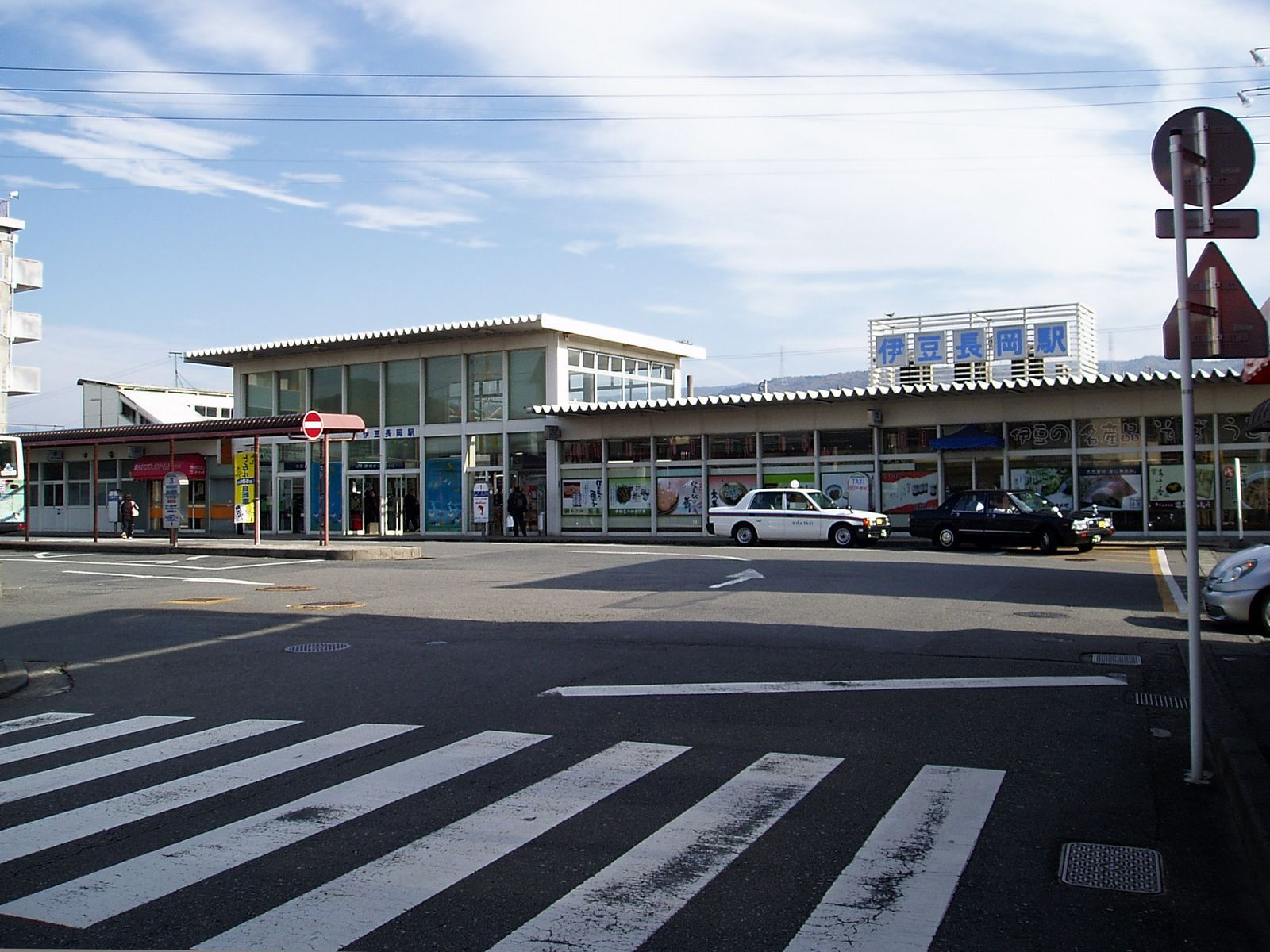
伊豆長岡駅

  - 原木駅 - 韮山駅 - 伊豆長岡駅 - 田京駅 - 大仁駅
- 大日（伊豆パノラマパークロープウェイ）
  - 山麓駅 - 山頂駅

### 路線バス
- 伊豆箱根バス
- 東海バス
- 伊豆の国市自主運行バス

### 道路
高速道路
- 伊豆縦貫自動車道（修善寺道路）

大仁中央IC、大仁南IC
国道
- 国道136号
- 国道414号

県道
- 静岡県道19号伊東大仁線
- 静岡県道80号熱海大仁線
- 静岡県道129号韮山伊豆長岡修善寺線
- 静岡県道130号伊豆長岡三津線
- 静岡県道131号古奈伊豆長岡停車場線
- 静岡県道132号韮山反射炉線
- 静岡県道133号韮山韮山停車場線
- 静岡県道134号静浦港韮山停車場線
- 静岡県道135号田原野函南停車場線
- 静岡県道136号函南停車場反射炉線
- 静岡県道137号原木停車場線
- 静岡県道400号大仁停車場線

有料道路
- 国道136号（伊豆中央道）
- 伊豆スカイライン

その他
- 富士見パークウェイ

## 観光

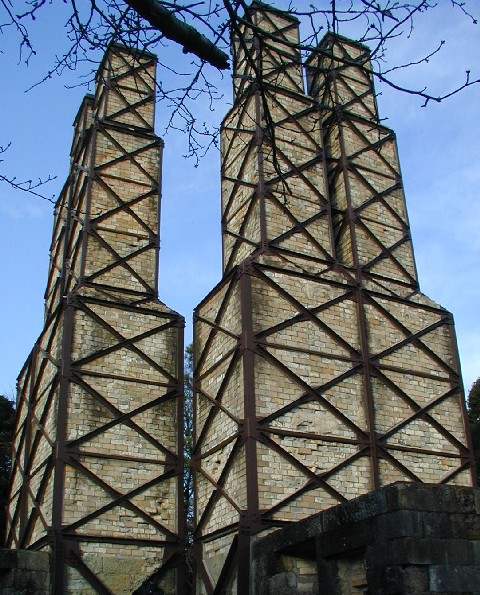
韮山反射炉

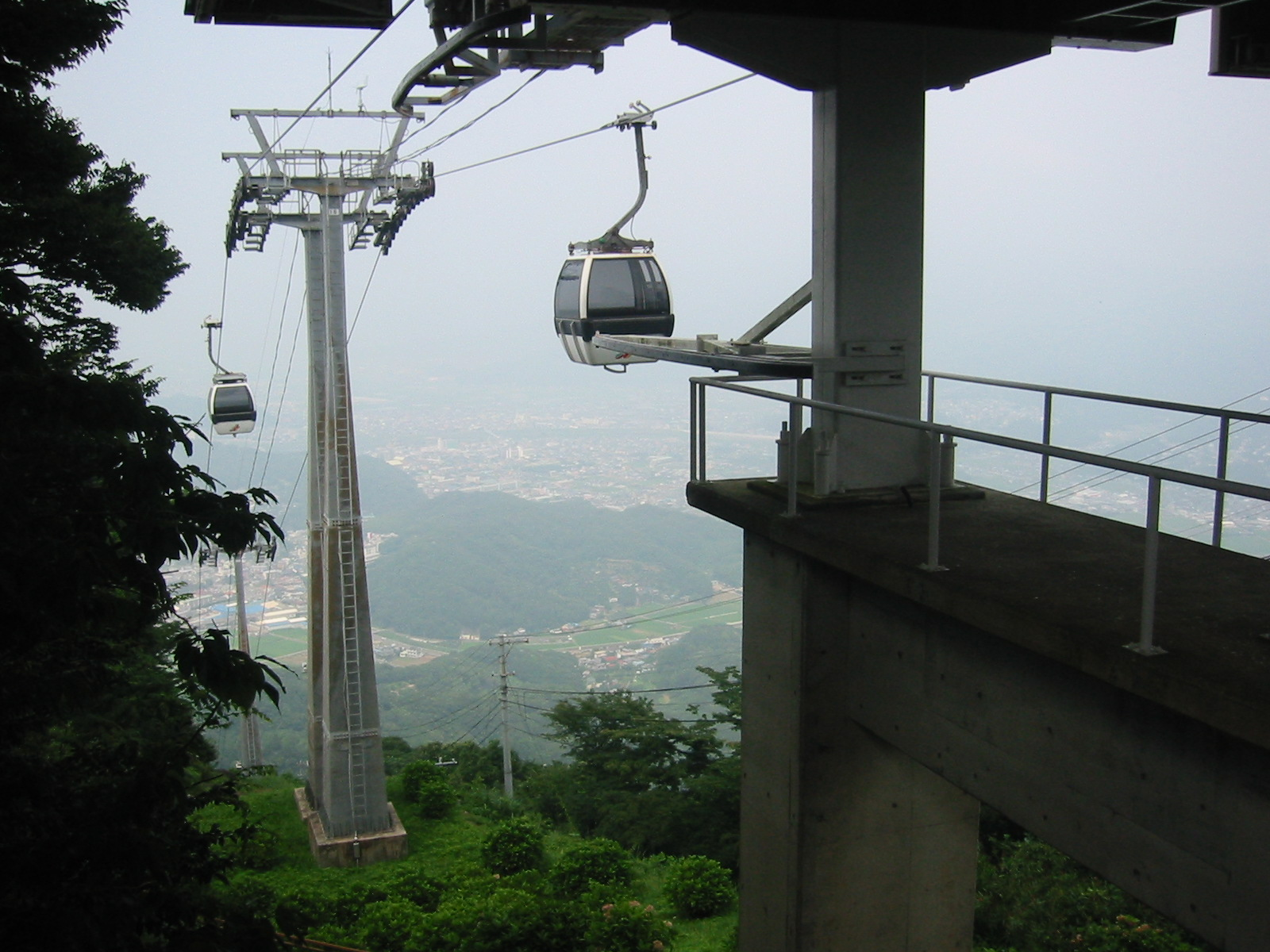
伊豆パノラマパーク のロープウェイ

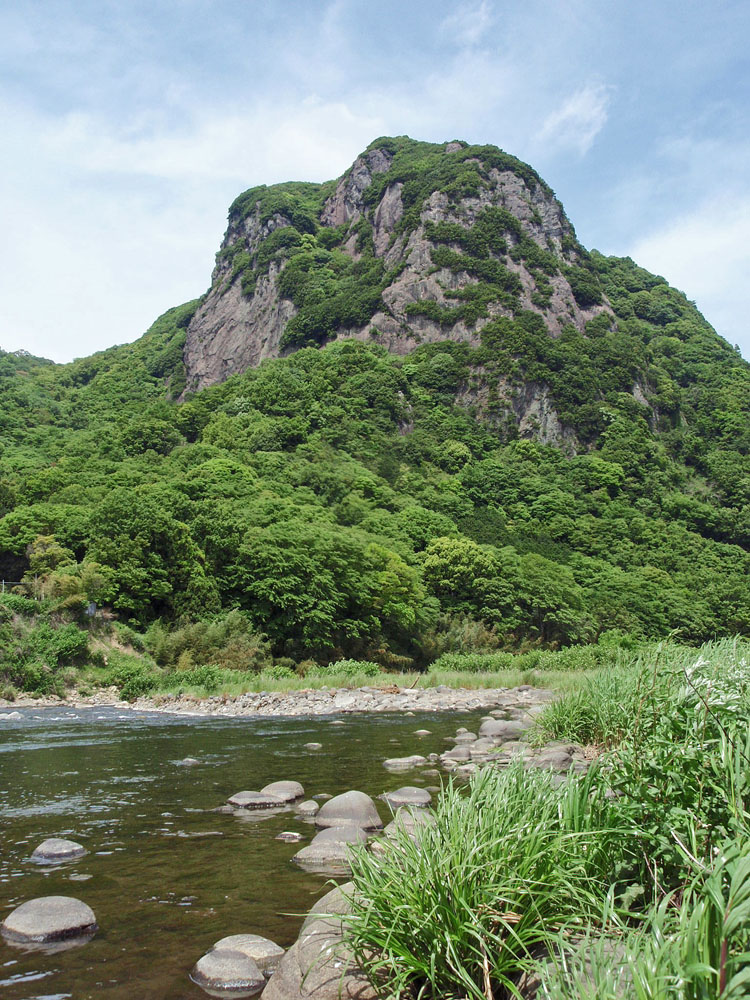
旧大仁町地区のシンボル 城山

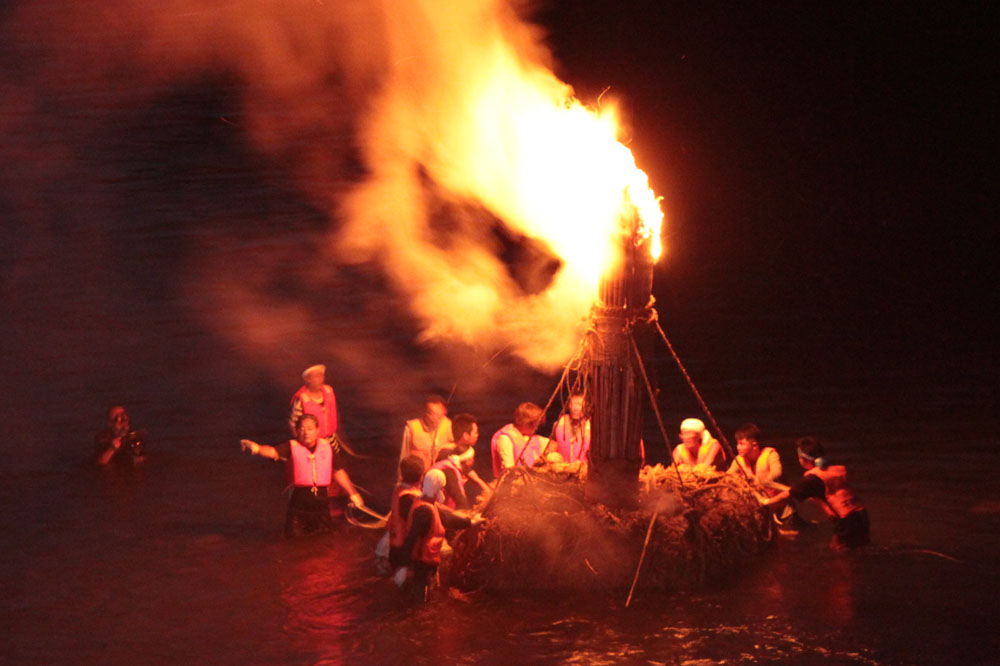
奇祭 かわかんじょう

### 史跡
- 江川邸（韮山代官所）・韮山郷土史料館
- 韮山城
- 蛭ヶ小島・蛭ヶ島公園
- 韮山反射炉（世界遺産「明治日本の産業革命遺産 製鉄・製鋼、造船、石炭産業」の構成資産）
- 伝堀越御所跡
- 北条政子産湯の井戸
- 守山城

### 寺社
寺院
- 宝樹山成願寺
- 大成山本立寺
- 巨徳山北條寺
- 晴雲山成福寺
- 北条氏邸・円成寺跡
- 天守君山願成就院
- 守護山眞珠院
- 東光山最明寺
- 景雲山香山寺
- 長谷山蔵春院

神社
- 奈胡谷神社
- 荒木神社
- 豆塚神社
- 守山八幡宮
- 劔刀神社
- 広瀬神社
- 熊野神社
- 大仁神社

### 温泉
- 奈古谷温泉
- 韮山温泉
- 伊豆長岡温泉
- 大仁温泉

#### 日帰り温泉
- 源泉 駒の湯荘
- 韮山温泉館
- 弘法の湯（本店、長岡店）
- あづまや旅館
- ホテルサンバレー伊豆長岡 本館
- ホテル天坊
- 実篤の宿 いずみ荘
- 長岡南浴場
- ニュー八景園
- 一二三荘

### 軽登山
- 発端丈山
- 葛城山
- 城山
- 玄岳

### 自然公園
- 城池親水公園
- 狩野川さくら公園
- 守山西公園
- 大堤池親水公園
- 市民の森 浮橋

足湯公園
- 古奈湯元公園
- 湯らっくす公園

### 文化施設
- 韮山文化センター（韮山時代劇場）
- 長岡総合会館（アクシスかつらぎ）
- 大仁市民会館

### スポーツ施設
- 韮山運動公園（陸上、野球場）
- 江間公園（テニス場、ゲートボール場）
- 狩野川リバーサイドパーク（テニス場、アスレチック）
- 葛城山パラグライダーエリア着陸場
- 広瀬公園（テニス場、弓道場、プール）
- 神島運動公園（サッカー場）
- さつきヶ丘公園（野球場、サッカー場、キャンプ場）
- モビリティパーク（オートキャンプ場）

#### 屋内施設
- 韮山体育館
- 長岡体育館
- 長岡温水プール（サンゆうプール）
- 大仁体育館

#### ゴルフ場
- 富士箱根カントリークラブ
- 伊豆にらやまカントリークラブ
- 伊豆大仁カントリークラブ
- 大熱海国際ゴルフクラブ

### 別荘地
- 伊豆エメラルドタウン : 「富士箱根カントリークラブ」の西方・北西、「富士見パークウェイ」の北方。敷地256万平米（東京ドーム57個分）を誇る広大な別荘地。
- 小松ケ原別荘地 : 「富士箱根カントリークラブ」の東隣り、「富士見パークウェイ」の北方。元々の開発・管理は、玄岳の反対側（東山麓）の熱海市にある別荘地「熱海自然郷」と同じく、コマツ製作所系の小松地所とコマツゼネラルサービスであり、名称の由来にもなっている。（現在はどちらの管理運営も、株式会社エンゼルフォレストリゾートに事業譲渡されている）。
- 富士見ニュータウン : 「富士箱根カントリークラブ」の南西、「富士見パークウェイ」の南方。日本通運（日通）系の企業が「富士見パークウェイ」「伊豆富士見ランド」と共に開発し、現在も日通不動産が管理運営している。

### テーマパーク
- 伊豆パノラマパーク（葛城山）
- IZU VILLAGE（伊豆ビレッジ） - （旧「IZU・WORLD みんなのHawaiians」「伊豆洋らんパーク」）
  - MERIDA X Base
  - 御殿場高原ビールG・K・B & village
  - 道の駅 伊豆のへそ

### イベント
- パン祖のパン祭 - 1月下旬。
- 鵺ばらい祭 - 1月最終日曜。
- 源氏あやめ祭り - 7月上旬。
- かわかんじょう - 8月1日。
- 戦国花火大会 - 8月4日。
- 下駄ダンスコンテスト（旧・下駄供養祭/下駄マラソン） - 11月下旬。
- いちご狩り - 1月-5月。
- アユの友釣り - 5月-12月。

### その他
- 長嶋茂雄ロード - 元読売巨人軍選手・監督の長嶋茂雄が現役時代の1967年から1974年まで旧大仁町でシーズンイン前の自主トレーニングを行っていた故事に由来して、長嶋がトレーニングに使用していた道路などに対して伊豆の国市が命名した[2]。いくつものモニュメントが設置されている。

## 著名な出身者
- 江川英龍　通称の太郎左衛門（江戸時代後期の韮山代官、海防政策に治績を残す）
- あやめ御前（源頼政の妻）
- 北条政子（源頼朝の妻）
- 足利義澄（室町幕府第11代将軍）
- 栗原幸衛（陸軍騎兵大佐・日露戦争では騎兵第一旅団司令部（秋山支隊）、NHK『坂の上の雲』）
- 間宮勝三郎（起業家・発明家・木屋呉服店・株式会社間宮堂創業者〈現：東芝テック〉）
- 間宮精一（発明家・マミヤ・オーピー日本NCR創業者）
- 間宮純一（将棋棋士）
- 脇田信吾（実業家・脇田酒店・東洋醸造創業者〈現：旭化成〉）
- 志太勤（実業家・シダックス創業者）
- 松井忠三（実業家・良品計画元社長）
- 藤崎成益（俳優）
- 杉原泰雄（憲法学者、一橋大学名誉教授）
- 岩田さゆり（歌手、モデル）
- 穂積隆信（俳優、声優）
- 小野登志子（前伊豆の国市長、元静岡県議会議員）
- 山下正行（伊豆の国市長、元食料産業局長、元農林水産政策研究所長）
- 立川志らべ（落語家）
- 高橋ミチ（テディベアアーティスト（フェアリーチャックル ：Fairy Chuckle®）、芸術家、アートプロデューサー、アートディレクター、ソフトスカルプター©、慈善活動家）
- 杉本大雅（プロサッカー選手）

## 伊豆の国市を舞台にした作品

### 文学・記録・漫画
- 高木彬光：妖婦の宿
- 西村京太郎：伊豆誘拐行